# 聖馬丁省
聖馬丁省（西班牙語：Provincia de San Martín），是秘魯的省份，位於該國中北部聖馬丁大區，首府是塔拉波托，始建於1906年9月4日，面積5,639平方公里，2012年人口262,000，人口密度為每平方公里46.46人。
6°29′20″S 76°21′43″W / 6.48889°S 76.36194°W